# IRC+10420

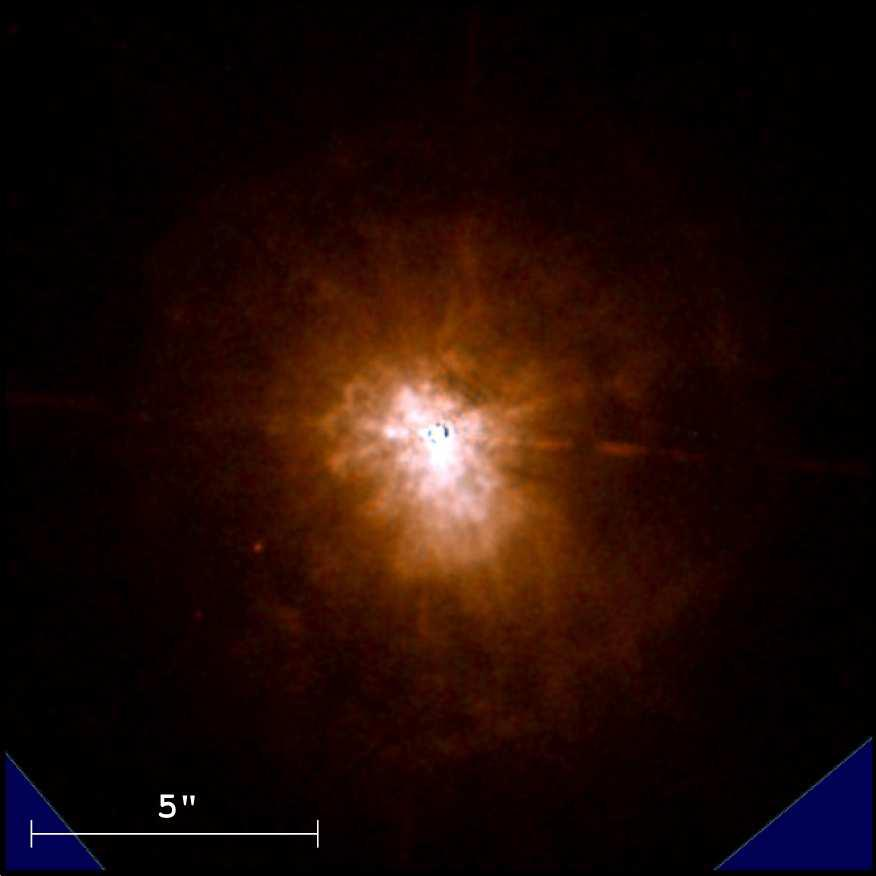

IRC+10420, también conocida cómo V1302 Aql, es una estrella hipergigante (que fue inicialmente clasificada cómo una protonebulosa planetaria por algunos autores) situada en la constelación del Águila, a una distancia de entre 3 y 5 kiloparsecs.

## Propiedades físicas
Pese a ser una de las estrellas más luminosas conocidas, con una luminosidad de más de 500.000 veces la del Sol, es invisible a simple vista y necesita un telescopio para ser observada.
Durante los últimos 20 años, el tipo espectral de esta estrella ha variado desde F8 hasta A manteniéndose su luminosidad constante, lo que junto a la gran cantidad de materia que ha expulsado ha llevado a pensar que es un astro de 40 o 50 masas solares en una fase muy avanzada de su vida, evolucionando desde la fase de supergigante roja hacia la de estrella de Wolf-Rayet o la de Variable Luminosa Azul (LBV), o incluso a la de presupernova; de acuerdo con algunos modelos, la estrella en sí, que parece tener una temperatura superficial elevada y que estamos viendo desde uno de sus polos, tiene apenas 10 masas solares y está envuelta por 30 o 40 masas solares de material expulsado por potentes vientos solares. Dicho material la oculta, llegando a formar una "pseudofotosfera" que la hace aparecer cómo una estrella hipergigante amarilla o blanca en vez de lo que es en realidad.

## Nebulosa
El material expulsado por IRC+10420 brilla iluminado por esta cómo una nebulosa de reflexión, siendo esto lo que se ve y no el propio astro. Imágenes tomadas por el telescopio espacial Hubble han mostrado una compleja estructura en ella que incluye rayos, arcos, y condensaciones de material brillante —los cuales muestran evidencias de fuerte pérdida de masa estelar durante los últimos siglos—, y que ha sido comparada a la que rodea a VY Canis Majoris.